# إعادة تمعدن الأسنان

مثال: إزالة المعادن وإعادة التمعدن في مينا الأسنان في وجود الحمض والفلورايد في اللعاب والبلاك.
إعادة التمعدن هي عملية طبيعية وليس من الضروري إشراك الفلوريد فيها.

إعادة تمعدن الأسنان (بالإنجليزية: Tooth remineralisation)‏ هي عملية الإصلاح الطبيعية لآفات الأسنان غير النخرية، حيث يتم ترسيب الكالسيوم، الفوسفات وأحيانًا أيونات الفلورايد في الفراغات في المينا الفاقدة للمعادن. يمكن أن يساهم إعادة التمعدن في استعادة قوة ووظيفة مكونات السن.
إزالة المعادن هي إزالة المعادن (بشكل أساسي الكالسيوم) من أي من الأنسجة الصلبة: المينا، العاج، والاسمنت. يبدأ من السطح، وقد يتطور إلى حدوث تجويف ما لم يتم السيطرة عليه أو عكسه عن طريق إعادة التمعدن.

## عملية تسوس الأسنان
عندما تدخل الأطعمة أو المشروبات التي تحتوي على السكريات القابلة للتخمر إلى الفم، فإن البكتيريا الموجودة في لوحة الأسنان تتغذى بسرعة على السكريات وتنتج الأحماض العضوية كمنتجات ثانوية. الجلوكوز المنتج من النشا بواسطة أميليز اللعاب، يتم هضمه أيضًا بواسطة البكتيريا. عندما يتم إنتاج ما يكفي من الحمض بحيث يصبح الرقم الهيدروجيني أقل من 5.5، يذيب الحمض كربونات هيدروكسيل أباتيت، المكون الرئيسي ل مينا الأسنان. يمكن للوحة أن تبقي الأحماض على اتصال مع السن لمدة تصل إلى ساعتين، قبل أن يتم تحييدها باللعاب. بمجرد أن يتم تحييد حمض البلاك، يمكن أن تعود المعادن من البلاك واللعاب إلى سطح المينا.
مع ذلك فإن القدرة على إعادة التمعدن تكون محدودة، وإذا دخلت السكريات إلى الفم بشكل متكرر فإن الخسارة الصافية للمعادن الناتجة عن المينا تنتج تجويفًا، من خلالها يمكن للبكتيريا أن تصيب داخل الأسنان وتدمّر عملية التشبيك. هذه العملية تتطلب عدة أشهر أو سنوات. بالرغم من أن الخاصية الرئيسية لتسوس الأسنان هي زيادة البكتيريا مثل العقدية الطافرة والعصية اللبنية في اللويحة السنية، إلا أنها لا تعتبر مرضًا معديًا.

## إعادة تمعدن الأسنان الطبيعية

### دور اللعاب
تحدث عملية إعادة التمعدن على أساس يومي بعد التأثر بالأحماض من الطعام، من خلال وجود الكالسيوم والفوسفات والفلورايد في اللعاب. يعمل اللعاب أيضًا كحاجز طبيعي لتحييد الحمض، ويمنع إزالة المعادن في المقام الأول. إذا كان هناك انخفاض في تدفق اللعاب أو انخفاض في طبيعة ومكونات اللعاب، فإن هذا سيزيد من خطر إزالة المعادن ويخلق الحاجة إلى العلاج من أجل منع إزالة المعادن.
يمكن تنظيم وظيفة اللعاب في خمس فئات رئيسية والتي تعمل على الحفاظ على صحة الفم وخلق توازن بيئي مناسب:
- التزليق والحماية
- التنظيف والتنظيم
- الحفاظ على سلامة الأسنان
- نشاط مضاد للجراثيم
- التذوق والهضم.[4]

مع استمرار عملية إزالة المعادن، يصبح الرقم الهيدروجيني للفم أكثر حمضية مما يعزز حدوث التسوس. ثم تنتشر المعادن المذابة خارج بنية السن وفي اللعاب المحيط بالسن. تؤثر قدرة التنظيم للعاب بشكل كبير على درجة الحموضة للويحة المحيطة بالمينا، وبالتالي تثبط تقدم تسوس الأسنان. تحدد سماكة اللويحة السنية وعدد البكتيريا الموجودة فعالية قدرة تنظيم اللعاب. التركيزات العالية من الكالسيوم والفوسفات في اللعاب والتي تحتفظ بها البروتينات اللعابية قد تتسبب في تطور وإعادة تمعدن المينا. إن وجود الفلورايد في اللعاب يزيد من سرعة الترسيب البلوري ويشكل طبقة تشبه الفلورابات والتي ستكون أكثر مقاومة للتسوس.

## علاجات إعادة تمعدن الأسنان والإستراتيجيات الوقائية
إلى جانب العناية المحترفة بالأسنان، هناك طرق أخرى لتعزيز إعادة تمعدن الأسنان:

### الفلورايد

#### العلاج بالفلورايد
الفلورايد هو معدن موجود بشكل طبيعي في الصخور والهواء والتربة والنباتات والماء ويساعد عبر:
- حماية الأطفال والكبار من تسوس الأسنان.
- إصلاح آفات البقع البيضاء المبكرة الموجودة على سطح الأسنان والتي قد تتطور إلى التسوس.
- يساعد على منع فقدان الأسنان المبكرة للأطفال بسبب التسوس ويساعد بشكل عام في توجيه أسنان الكبار لتصحيح البزوغ السني.
- يساعد في منع العلاج التدخلي للأسنان وبالتالي تقليل مقدار الأموال التي تنفق على علاج الأسنان.
- يوفر ميزة مجتمعية عامة، وخاصة الأفراد من المجتمعات الاجتماعية والاقتصادية المنخفضة، والذين لديهم إمكانية أقل للوصول إلى أشكال أخرى من العلاج بالفلورايد.
- تؤكد الأدلة أن فلورة المياه هي وسيلة آمنة وفعالة للمساعدة في حماية الأسنان من التسوس.
- إضافة الفلورايد إلى الماء لا يغير طعم أو رائحة ماء الشرب.

وغالبا ما يستخدم العلاج بالفلورايد لتعزيز إعادة التمعدن. هذا ينتج فلورأباتيت أقوى وأكثر مقاومة للحمض، بدلاً من الهيدروكسيل أباتيت الطبيعي. كلا المادتين مصنوعتان من الكالسيوم. في الفلورأباتيت يأخذ الفلوريد مكان الهيدروكسيد.

#### تأثير الفلورايد
يتفاعل وجود الفلورايد في اللعاب وسائل البلاك مع عملية إعادة التمعدن بعدة طرق، وبالتالي يؤدي إلى تأثير موضعي أو سطحي. قد يعاني أي شخص يعيش في منطقة بها ماء مفلور من ارتفاع تركيز الفلوريد في اللعاب إلى حوالي 0.04 ملغم / لتر عدة مرات خلال اليوم. تقنيًا لا يمنع هذا الفلورايد تسوس الأسنان، بل يتحكم في المعدل الذي يتطور به، مما يجعله يستغرق وقتًا أطول ويجعل الوقاية منه أسهل عن طريق التنظيف بالفرشاة العادية لأنه سيحتاج كمية أكبر من الحمض وعادةً ما يتم تكونه في عدد من الأيام، لتدمير الفلورأباتيت التي تم إنشاؤها. عندما توجد أيونات الفلورايد في اللويحة السنية إلى جانب الهيدروكسي أباتيت المذاب، ويكون الأس الهيدروجيني أعلى من 4.5، تتشكل قشرة تشبه الفلورأباتيت المعاد تشكيلها على السطح المتبقي من المينا؛ هذه القشرة مقاومة للحمض أكثر بكثير من الهيدروكسي أباتيت الأصلي، ويتشكل بسرعة أكبر من المينا المعاد تمعدنه العادي. يرجع تأثير الفلوريد في الوقاية من التسوس جزئيًا إلى هذا التأثير على السطح الذي يحدث أثناء وبعد بزوغ الأسنان. يتداخل الفلوريد مع عملية تسوس الأسنان فبتناول الفلورايد خلال فترة نمو المينا لمدة تصل إلى 7 سنوات من العمر يغير هيكل المينا النامي مما يجعله أكثر مقاومة للهجوم الحمضي. عند الأطفال والبالغين عندما تتعرض الأسنان لمراحل تناوب إزالة المعادن وإعادتها، يشجع وجود مدخول الفلورايد على إعادة التمعدن ويضمن أن تكون بلورات المينا التي يتم وضعها ذات جودة جيدة. الفلورايد موجود عادة في معاجين الأسنان. يمكن توصيل الفلورايد إلى أجزاء كثيرة من تجويف الفم أثناء التنظيف، بما في ذلك سطح الأسنان واللعاب والأنسجة الرخوة والبيوفيلم المتبقي من اللويجة السنية. قد تعمل بعض طرق إعادة التمعدن على «آفات البقع البيضاء» ولكن ليس بالضرورة «سطوح الأسنان السليمة».

#### معجون الأسنان المفلور
وقد تبين أن الاستخدام المنتظم لمعجون الأسنان المفلور يوفر مصدراً هاماً للفلوريد في الفم عن طريق التلامس المباشر بالفلورايد مع بنية الأسنان. تشمل أنواع الفلوريد المُضاف إلى معجون الأسنان: فلوريد، الصوديوم، أحادي فلوروفوسفات الصوديوم (MFP)،فلوريد القصدير الثنائي.
كما ذكر سابقا فقد ثبت أن الفلوريد يؤثر إيجابيًا على عملية إعادة التمعدن. لذلك من خلال استخدام معجون الأسنان المفلور بشكل منتظم، فإن هذا يساعد في عملية إعادة التمعدن لأي أنسجة صلبة.

#### ورنيش الفلورايد
تم تطوير ورنيش الفلورايد في أواخر الستينيات وأوائل السبعينيات، ومنذ ذلك الحين تم استخدامه كعامل وقائي في برامج الصحة العامة وكعلاج مخصص للمرضى المعرضين لخطر الإصابة بتسوس الأسنان في الثمانينات، معظمهم في الدول الأوروبية. تم تطوير ورنيش الفلوريد بشكل أساسي للتغلب على عيوبه وهو إطالة وقت التلامس بين الفلوريد وأسطح الأسنان. علاوة على ذلك، بالمقارنة مع غيره من أنوع الفلورايد الموضعي الموجود، فإن مزايا استخدام ورنيش الفلورايد أنه يعتبر إجراءً سريعًا وسهلاً للأطباء، وتقليل الانزعاج للمرضى الذين يتلقونه، ولديه المزيد من القبول من قبل المرضى. ورنيش الفلورايد عبارة عن فلوريد موضعي مركز يحتوي على فلوريد الصوديوم (NaF 5٪) باستثناء واقي الفلور الذي يحتوي على الديفلوروسيلان. هناك أنواع كثيرة من ورنيش الفلوريد ومن بين العلامات التجارية الشهيرة دورافات (Duraphat) وواقي الفلور (Fluor Protector). حاليًا يتم دعم استخدام ورنيش الفلوريد لتأثيره المضاد للتسوس من خلال مراجعات كوكرين المنهجية 2002 والتي تم تحديثها في عام 2013، شملت 22 تجربة مع 12455 طفلًا تتراوح أعمارهم بين 1 و 15 عامًا. الاستنتاج الذي تم التوصل إليه مشابه لسابقه، حيث انخفض بنسبة 46% في D (M) FS و 33% في d (e / m) f في الأسنان الدائمة والأسنان اللبنية على التوالي

#### فلورة المياه
فلورة الماء في المجتمع هي إضافة الفلورايد في مياه الشرب بهدف الحد من تسوس الأسنان عن طريق ضبط تركيز الفلوريد الطبيعي في الماء مع التركيز الموصى به لتحسين صحة الفم. أصدرت NHMRC البيان العام لفعالية وسلامة الفلورة عام 2007 لضبط فلورة المياه الموصى بها إلى النطاق المستهدف من 0.6 إلى 1.1   ملغم / لتر، اعتمادا على المناخ، لتحقيق التوازن بين الحد من تسوس الأسنان وحدوث الإصابة بتسمم الأسنان بالفلور. علاوة على ذلك ينص البيان العام على أن فلورة مياه الشرب هي وسيلة فعالة لضمان تعرض المجتمع للفلورايد ويمكنه الاستفادة من دوره الوقائي في تسوس الأسنان.

### قليل الببتيد P11-4
P11-4 عبارة عن ببتيد تركيبي ذاتي التحكم في درجة الحموضة يستخدم في تمعدن المحاكاة البيولوجية، على سبيل المثال لتجديد المينا أو كعامل عناية بالفم. يتكون P11-4 من الأحماض الأمينية الطبيعية الجلوتامين (Glutamine)، وحمض الجلوتاميك (Glutamic)، والفينيلالانين (Phenylalanine)، والتريبتوفان (Tryptophan) والأرجينين (Arginine). التركيب الجزيئي الأعلى الناتج له انجذاب عالٍ لمعادن الأسنان. تم تطوير P11-4 وبراءة اختراع من قبل جامعة ليدز في المملكة المتحدة. قامت شركة Creditentis السويسرية بترخيص تقنية الببتيد وتسويقها بموجب العلامة التجارية المسجلة CUROLOX TECHNOLOGY. أنها توفر ثلاثة منتجات مع هذه التكنولوجيا. اعتبارًا من يونيو 2016 في سويسرا، تتوفر منتجات تحمل علامات تجارية جديدة من Dr. Wild & Co AG.
P11-4 هو ببتيد ذاتي التجميع. فهو يبني مصفوفة حيوية ثلاثية الأبعاد مع مواقع ربط أيونات الكالسيوم التي تعمل كنقطة نواة لتشكيل الهيدروكسي أباتيت (معادن الأسنان). يعتمد الانجذاب العالي لمعدن الأسنان على المسافات المطابقة لمواقع ربط أيونات الكالسيوم على P11-4 وتباعد الكالسيوم في الشبكة البلورية للهيدروكسي أباتيت. يتم التحكم في تكوين المصفوفة بواسطة الرقم الهيدروجيني وبالتالي يتيح التحكم بنشاط المصفوفة ومكان التشكيل.
تستخدم خصائص التجميع الذاتي لـ P11-4 لتجديد آفات التسوس المبكرة. من خلال تطبيق P11-4 على سطح السن ينتشر الببتيد من خلال لويحة سليمة قليلة المعادن إلى آفة التسوس المبكرة، بسبب انخفاض درجة الحموضة في هذه الآفة، ويبدأ بالتجميع الذاتي لتوليد سقالة الببتيد تحاكي هيكل المينا. حول الهيكل المتشكل حديثا تتشكل بلورات المينا من جديد من فوسفات الكالسيوم الموجودة في اللعاب. من خلال إعادة التمعدن يقل نشاط التسوس بشكل ملحوظ بالمقارنة مع العلاج بالفلورايد وحده. في مواد العناية بالفم السائلة، يوجد الببتيد كهيكل. يرتبط مباشرة بهيكل معدن الأسنان ويشكل طبقة مستقرة على الأسنان. هذه الطبقة لا تحمي الأسنان من النوبات الحمضية. كما أنه يغلق قنوات العاج المفتوحة وبالتالي يقلل من حساسية الأسنان.
```
علاج آفات التسوس الأولي      تجديد المينا       الحماية من فرط الحساسية      الحماسة من الحمض
```

يختلف توافر المنتجات التي تحتوي على P11-4 حسب البلد، مع بعض المنتجات المتاحة فقط لأطباء الأسنان، والبعض الآخر متاح للعامة. الجهاز طبي لعلاج تسوس الأسنان وتجديد المينا:
- CURODONT REPAIR (EU)
- REGENAMEL (CH)

مستحضرات للحماية من الأحماض وإزالة حساسية العاج:
- CURODONT PROTECT (EU)
- EMOFLUOR PROTECT GEL PROFESSIONAL (CH)
- CURODONT D’SENZ (EU & CH)
- EMOFLUOR DESENS GEL PROFESSIONAL (CH)

```
Candia Protect Professional[9] (CH)
```

### التحكم باللويحة السنية
تتضمن عادات النظافة الفموية الإزالة الميكانيكية للبلاك من أسطح الأنسجة الصلبة. تحدد مستويات البكتيريا المسببة للتسوس في البلاك ما إذا كانت تسوس الأسنان سيحدث أم لا، وبالتالي فإن الإزالة الفعالة للويحات أمر بالغ الأهمية. إزالة البلاك تمنع فقد معادن الأسنان، وتزيد من فرص إعادة التمعدن.

### النظام الغذائي
سبب إزالة المعادن هو أن البكتيريا تفرز الأحماض كمنتج لعملية التمثيل الغذائي للكربوهيدرات. عن طريق الحد من تواتر تناول الكربوهيدرات في نظام غذائي الفرد، تزداد نسبة إعادة التمعدن وتقل نسبة إزالة المعادن. تعتبر مراقبة النظام الغذائي جانبًا مهمًا في تشجيع إعادة التمعدن بشكل طبيعي. قد يحدث فقدان لبنية مينا الأسنان وتجويفها إذا استمرت مرحلة إزالة المعادن لفترة طويلة من الزمن. يستمر اضطراب إزالة التعدين الناتج عن وجود الكربوهيدرات القابلة للتخمير إلى أن يعود اللعاب إلى درجة الحموضة الطبيعية ويكون لديه ما يكفي من الوقت لاختراق الأحماض وتحييدها داخل أي غشاء حيوي منشط.
من المعروف أن زيادة استهلاك السكر في الأطعمة والمشروبات التي تحتوي على مستويات عالية من السكر ترتبط بارتفاع معدلات تسوس الأسنان. نتيجة لذلك يقوم أعضاء فريق طب الأسنان بتقييم وجبات المرضى بشكل روتيني ويسلطون الضوء على المناطق التي يمكن تحسينها لتقليل مخاطر تسوس الأسنان. اتباع نظام غذائي متوازن هو عامل مهم يسهم في صحة الفم والصحة العامة. من المعروف أن بعض العادات الغذائية تساهم في الإصابة بالمرض، سواء كان المرضى يحيطون علما بالنصيحة المقدمة لهم ويغيرون نظامهم الغذائي أم لا، فهو أمر غير مؤكد.
ارتبطت الدراسات الحديثة حول النظام الغذائي وتسوس الأسنان بسبب الاستخدام الواسع النطاق لمعاجين الأسنان بالفلورايد. جادلت الدراسات أنه مع زيادة التعرض للفلورايد، قد تكون العلاقة بين استهلاك السكر والتسوس أضعف في العصر الحديث عما كان يعتقد سابقًا، حيث يزيد الفلورايد من عتبة تناول السكر الذي يتطور فيه تسوس الأسنان إلى تجويف. تم التوصل في المجتمعات الحديثة إلى أن هناك علاقة كبيرة بين السكريات وتسوس الأسنان رغم الاستخدام المنتشر واسع النطاق لمعجون الأسنان بالفلورايد. خلصت العديد من المراجعات إلى أن الاستهلاك العالي للسكر لا يزال يمثل التهديد الرئيسي لصحة الأسنان لجميع السكان في بعض البلدان المتقدمة والعديد من البلدان النامية. لذلك تتمثل إحدى الإستراتيجيات الرئيسية لزيادة خفض مستويات التسوس لدى الأفراد والسكان، عن طريق الحد من تكرار تناول السكر في النظام الغذائي.
الأطعمة التي تحتوي على نسبة عالية من الكربوهيدرات، مثل بارات الوجبات الخفيفة، والحلويات، وبارات الموزلي، والبسكويت الحلو، وبعض حبوب الإفطار والمشروبات السكرية، بما في ذلك العصائر يمكن أن تسهم في تسوس الأسنان، خاصة إذا تم تناولها في كثير من الأحيان وعلى مدى فترات طويلة حيث يغذي السكر البكتيريا المولدة للكحوليات في الفم. البكتيريا تنتج الحمض الذي يدمر الأسنان. يمكن للأطعمة المغلفة مثل المقرمشات والبطاطا أن تحتوي على مستويات عالية من الكربوهيدرات. من المهم التحقق من المعلومات الغذائية على الأطعمة المعلبة لتحديد الأطعمة والمشروبات التي تحتوي على تركيزات عالية من الكربوهيدرات.
لمنع إزالة المعادن في الفم من المهم أن يضمن الفرد وجود نظام غذائي متوازن، بما في ذلك الأطعمة التي تحتوي على الكالسيوم والأطعمة التي تحتوي على نسبة منخفضة من الأحماض والسكريات. يجب أن يتبع الفرد نظام غذائي غنية بالفواكه والخضروات الطازجة والحبوب الكاملة والبقوليات والمكسرات. يجب أن تكون الوجبات الخفيفة السكرية بما في ذلك المصاصات، وبارات الفاكهة، وبارات الموزلي، والبسكويت، والفواكه المجففة، والمقبلات، والعصائر، والمشروبات الغازية محدودة لأنها تسهم في تسوس الأسنان وتآكل الأسنان. بالإضافة إلى ذلك يمكن للأطعمة النشوية المفرطة (مثل الخبز والمعكرونة والبسكويت) والفواكه ومنتجات الألبان التي يتم تناولها بشكل متكرر أن تتسبب في نمو لويحة الأسنان والبكتيريا. لذلك الأكل والشرب الصحي والحفاظ على صحة الفم هي أفضل طريقة لتعزيز والحفاظ على بنية الأسنان السليمة للفرد.

### الزيليتول، السوربيتول، والإريثريتول
الزيليتول عبارة عن مُحلٍ طبيعي يمكن إنتاجه صناعيًا بكميات كبيرة. تصنف ككحول سكري. الزيليتول يمنع إنتاج الحمض عن طريق البكتيريا الفم ويعزز إعادة تمعدن الأسنان. يمكن العثور عليها في العديد من المنتجات التي تشمل العلكة وأقراص مص الحلق. تم العثور على الزيليتول للحد من المكورات العقدية الطافرة في البلاك واللعاب ويقلل من ارتباطها بحبيبات المينا المكتسبة. وهذا بدوره يؤدي إلى وجود لويحة أقل تمسكًا وانخفاض في إنتاج الحمض. بالإضافة إلى ذلك، فإن مضغ علكة الزيليتول سيحفز زيادة تدفق اللعاب مما يؤدي بدوره إلى زيادة كمية الكالسيوم في اللعاب ويعزز التخليص الفموي.
يمكن أن يساعد تدفق اللعاب الإضافي الذي يتضمن منتجات المضغ مثل العلكة التي لا تحتوي على الكربوهيدرات القابلة للتخمير تساهم في تعديل درجة حموضة اللويحة السنية. الزيليتول هو كحول سكري يمنح إحساسًا بالحلاوة عند تذوق الأطعمة، لا سيما مضغ العلكة، بعدم توفير السكروز وهو السكر الوحيد الذي يمكن لـ S.mutans استخدامه لإنتاج مادة عديد الأكريلاميد اللاصقة التي تسمح لهم بالربط بالأسنان. الزيليتول لا يقلل أو يضر بشكل فعال وجود أو قدرة بكتيريا الفم، ولكنه لا يوفر لهم القدرة على الانتشار أو الوظيفة. غالبًا ما يكون هناك ادعاءات بفوائد الأسنان الكبيرة من الزيليتول. هذه مستمدة عموما من وجهات النظر أنه يتم زيادة إنتاج اللعاب أثناء المضغ وتحفيز الفم والتي يمكن أن تساعد في الحفاظ على إمدادات أكثر من اللعاب لدعم الأداء الطبيعي للفم. أيضا تعتبر فكرة أن الزيليتول هو خيار التحلية والذي لا يعمل كوقود لبكتيريا الفم ليكون البديل الأكثر صحة من السكروز (سكر المائدة)، الفركتوز، اللاكتوز ومنتجات الجلاكتوز. في حين أن هذه الاعتبارات قد لا تعكس أي ظروف صحية، إلا أنها أكثر وقائية، ولا تزيد من الأحداث الناتجة مثل تسوس الأسنان، والبلاك المفرط، والتهاب اللثة.
قد يكون للاريثريتول عمل وقائي أكبر من الزيليتول والسوربيتول. ومع ذلك فإن هذا البحث ممول من الصناعة وليس شاملاً مثل بحث الزيليتول.